# Аалто, Пентти
Пентти Аалто (фин. Pentti Aalto; 22 июля 1917, Бьёрнеборг, Великое княжество Финляндское — 30 ноября 1998, Хельсинки, Финляндия) — финский лингвист, работавший в области сравнительно-исторического языкознания, а также исследований индоевропейских, тюркских, алтайских, финно-угорских языков. Ученик Густава Рамстедта. Профессор университета Хельсинки. Секретарь Востоковедческого сообщества Финляндии с 1947 по 1956, затем — секретарь Финно-Угорского сообщества Финляндии с 1956 по 1965. Член Академии Наук Финляндии с 1962.

## Биография
Родился 22 июля 1917 года в Финляндии, в городе Пори.
Во время Второй мировой войны, служил в финской армии. В 1939 году прошёл курсы офицеров-резервистов. Во время войны Финляндии в союзе с Германией против Советского Союза, в 1941—1944 годах служил дешифровальщиком (криптоаналитиком) в подразделении разведки.
С 1947 по 1956 был секретарём Востоковедческого сообщества Финляндии; позже был избран почётным членом этого сообщества.
В 1949 году защитил докторскую диссертацию, темой которой были латинские герундий и герундив.
Был учеником Густава Рамстедта, который задал его интересам направление в области изучения монгольских и центральноазиатских языков. После смерти Рамстедта, наступившей в 1950 году, Аалто подготовил к печати многие неоконченные Рамстедтом работы.
С 1956 по 1965 был секретарём Финно-Угорского сообщества Финляндии.
В 1958 году вступил в должность профессора компаративистики в университете Хельсинки, которую занимал до 1980 года.
В 1962 году был избран членом Академии Наук Финляндии.
В 1963 году он и его ученик Туомо Пекканен организовали проведение 6-й Всемирной Конференции по Алтаистике, впервые проходившей в Финляндии.
Совершал научно-исследовательские поездки начиная с 1945 года, побывав в различных европейских странах, в Монголии, США, Индии.
Начал заниматься преподавательской деятельностью с 1949 года, после того как получил должность доцента. За время преподавательской работы, читал лекции по многим древним индоевропейским языкам, а также по монгольским, древнетюркскому, чувашскому и тибетскому. Преподавание прекратил в 1980 году, но до 1982 года принимал экзамены по алтаистике.
Аалто был учителем целого поколения известных финских индологов. В 1969 году исследовательская группа финских учёных-индологов опубликовала первые результаты проводимых ими исследований письма древнеиндийской цивилизации, что привлекло внимание научного мира. Руководителем группы был Аско Парпола — ученик и продолжатель дела Аалто, а в состав группы входил и сам Аалто.
Написал три тома по истории лингвистики в Финляндии для широкомасштабного многотомного финского издания, посвящённого истории образования и науки в Финляндии: 1971 — история изучения восточных языков; 1980 — история изучения классических языков; 1987 — история изучения современных языков.
Умер в Хельсинки 30 ноября 1998 года от сердечного приступа.